# ABCnews.com.co

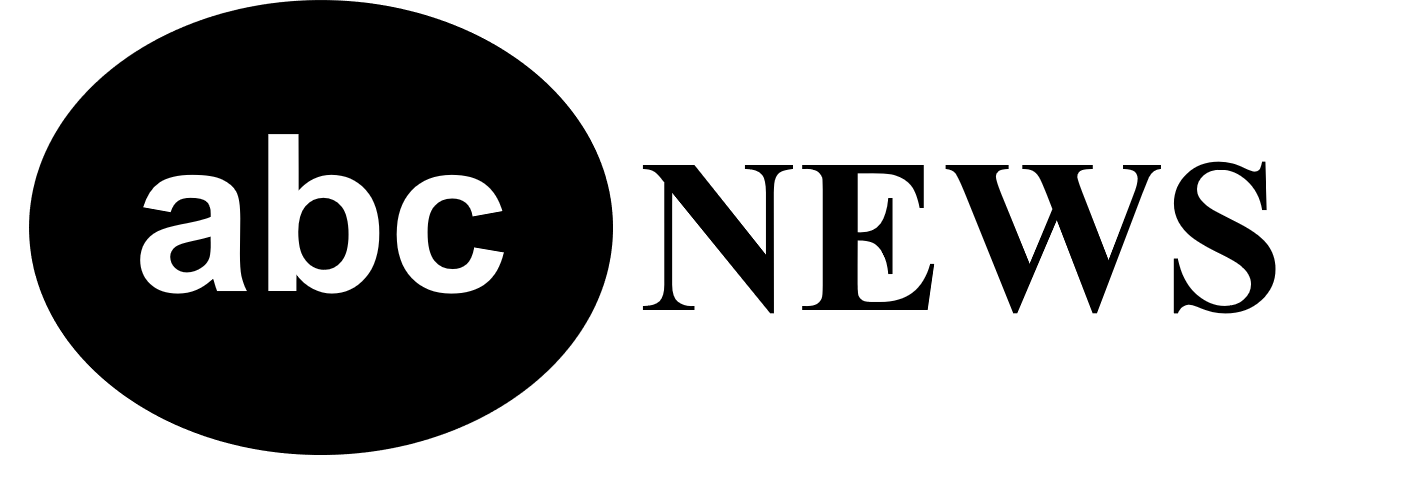
ABCnews.com.co のロゴ

ABCnews.com.co は、偽ニュースサイト。アメリカの放送局ABC（ディズニー゠ABC テレビジョン・グループ）のニュースサイト "ABCnews.com" のURL、デザイン、ロゴをまねたサイトで、偽「ABCニュース」とも呼ばれる。
偽ニュースサイトであることが暴かれるまで、'ABCnews.com.co'発のフェイクニュースはネット上で急速に広まった。
なおサイトの"Contact"ページに記載されている所在地住所は、ウエストボロ・バプティスト教会と同じである。
サイト運営者のポール・ホーナーによれば、サイトの広告収入は毎月1万ドルはあったという。

## フェイクニュースの例
ABCnews.com.co が流布した著名人物や団体に関するフェイクニュースには、以下のものがある:
- 反トランプ派の人々（英語版）がコミュニティサイトCraigslistを通じて最高3500ドルで運動員を雇っていた[5][6]。
- 麻薬王「エル・チャポ」がメキシコの刑務所から再脱獄した[7]。
- バラク・オバマ大統領がアサルト・ウェポン（殺傷力が高い対人殺傷用の銃）の販売を禁止する大統領令に署名した[3]。
- マイケル・ジョーダンは、ノースカロライナ州が「トイレ法[8]」を撤回しない場合、シャーロット・ホーネッツ本拠地をノースカロライナ州から他州に移転することを検討している[9]。
- 合衆国最高裁判所がチャーチ・オブ・サイエントロジー（英語版） を免税対象から外した[10]。